# Jean Ferrari (football)
Pour les articles homonymes, voir Jean Ferrari.
Jean Franco Ferrari Chiabra (né le 29 juillet 1975 à Callao au Pérou) est un footballeur international péruvien qui évoluait au poste de milieu de terrain.

## Biographie

### Carrière de joueur

#### Carrière en club
Formé à l'Universitario de Deportes, Jean Ferrari fait ses débuts en 1re division péruvienne, sous les couleurs du Deportivo San Agustín, le 10 avril 1993 face au Sporting Cristal.
Revenu à l'Universitario, il remporte avec ce club le championnat du Pérou en 1998. Il s'expatrie la même année en Espagne au CF Extremadura, avant de revenir en 1999 au Pérou et s'enrôler au Sporting Cristal. Il y reste jusqu'en 2002, année où il est écarté par l'entraîneur brésilien Paulo Autuori avec quatre autres joueurs du club.
Après une deuxième expérience à l'étranger à l'América de Cali, en Colombie, Ferrari rejoue pour l'Universitario en 2003. Il reste au Pérou et poursuit sa carrière dans plusieurs clubs dont le Cienciano del Cusco, le Sport Boys, le Deportivo Municipal, le FBC Melgar et le León de Huánuco, son dernier club, où il raccroche les crampons en 2011.
Il compte 42 matchs (pour deux buts marqués) en Copa Libertadores.

#### Carrière en sélection
International péruvien, Jean Ferrari reçoit trois sélections en équipe nationale entre 1996 et 2001.

### Carrière d'entraîneur
Ferrari ne compte qu'une seule expérience sur le banc des entraîneurs lorsqu'il dirige son dernier club de joueur, le León de Huánuco, en 2012.
En 2021, il est nommé administrateur provisoire de son club formateur, l'Universitario de Deportes, après en avoir été le directeur sportif en 2019.

## Palmarès(joueur)
| Universitario - Championnat du Pérou (1) : - Champion : 1998. |  | Sporting Cristal - Championnat du Pérou (1) : - Champion : 2002. |